# Lijst van sultans van Perlis
Dit is een lijst met de sultans van Perlis:
- 1845 tot 1873 sultan Hussein
- 1873 tot 1897 sultan Ahmad
- 1897 tot 1904 sultan Sofi
- 1904 tot 1943 sultan Alwi
- 1943 tot 1945 sultan Hamzah
- 1945 tot 2000 sultan Harun Putra (ook koning van Maleisië van 1960 tot 1965)
- Sinds 2000 sultan Sirajuddin (ook koning van Maleisië sinds 2001)